# リオデカーニバル
『リオデカーニバル』とは2003年にネットが『スーパーブラックジャック』とほぼ同時期に開発したパチスロ機である。ゲームメーカー・テクモとのコラボレーション第5弾で『スーパーブラックジャック』の後継機という位置付けで2005年6月より発売、導入が開始された。

## 概要
基本的なスペックはストック機能に、ベルの押し順をナビし小役を7連させる事の出来るAT「リオチャンス」（RC）を搭載するAタイプ。
前作までの特徴であったAT「ストックタイム」（ST）は無くなり、代わりにRC抽選時に重要となる高確率の概念が導入されている。

## ボーナスの放出契機
- 内部ボーナス成立時の解除抽選当選時
- チップ（5枚役）の規定成立回数の達成時
  - チップ成立回数による天井到達には設定差があり設定1 - 3は15回成立時、設定4 - 6は14回成立時となっている。
- 押し順ありベルを含む小役7連続
- 純ハズレ
- いずれかのボーナス間3000G消化

## リオチャンス
本機はAT機であるが前述にもある通りSTが無くなり、前作よりRCが継承されている。
RC抽選契機は
- 内部ボーナス成立時におけるリオチャンスRC抽選当選時
- 押し順不問ベル成立時
- ビッグボーナス中のミニゲーム3回成功時
- JACハズレ
- 強チャンス目（Rio絵柄が揃う）

RC抽選状態には当選確率などの異なる4種類のモードがあり、ビッグボーナス後と一部のチェリー成立時に移行する。転落役はチップとリプレイ。また前作『スーパーブラックジャック』同様、RC当選時には複数回当選の抽選も行われており、今回は一度の当選で最高20連となっている。これにより前作にもひけを取らない爆裂仕様で、設定1でも短時間に1万枚以上のコインを獲得できる可能性がある。

## 前作からの変更点
- ビッグボーナス時のビタハズシによる賞球（8枚）
- 通常画面時の背景
- 絵柄の変更（ベル→ハット、スイカ→チップ）
- チェリーとベルは別フラグに変更
- チェリーとリプレイの押し順が無くなった
- BAR絵柄は無くなり、代わりに0枚役の「Rio」絵柄が登場
- ボーナス時のBGM
- バニーガールのコスチュームなど

## その他
看破されやすい設定に加え、設定変更での高確率スタートや直接解除の抽選率に設定差が無いなどというような理由から前作同様ホール側には扱いづらい機種でもあり、話題性もあってか当初の導入店舗は伸ばせたものの導入後2,3か月でほぼ一斉にと言ってよい全国規模で入替え対象となった。その後バラエティコーナー内に数台再導入するホールもあったが、島単位で設置しているホールは微少だった。
発売に合わせてデザインの異なる3枚の筐体パネルが用意され、3種類のパネルを並べて設置する小粋なホールもあった。筐体パネルは「RED」「BLACK」「JOKER」の3種、後に「SUMMER」が加わった。前作と同じデザイナーによる多数の新作画も披露されパチスロ界における一時のトレンドに留まらず「スロットをした事も無い」といったような人々にまでその知名度は更に広がり、新たなファン層を獲得していった。リオをはじめミント、ティファニー、イル、エルといったキャラクターも人気になった。
実機導入とほぼ時を同じくし、ホール向け景品に「プレミアムドール」「レプリカチップ」「プレイングカード」なども発売。
また、テクモからPlayStation 2に『楽勝!パチスロ宣言3 リオデカーニバル・ジュウジカ600式』（2005年6月23日発売）『楽勝! パチスロ宣言4 真モグモグ風林火山・リオデカーニバル』（2006年3月23日発売）として移植される。2005年9月8日には『タッチde楽勝! パチスロ宣言 リオデカーニバル』というタイトルで、ニンテンドーDSにも登場した。
『リオデカーニバル』以降、他メーカーから新発売される機種にも時代の波に乗ってか少なからず「萌え」を導入するもの（萌えスロ）が増えている。その先駆けともなった『スーパーブラックジャック』『リオデカーニバル』も2006年9月、11月にそれぞれ設置期限を迎え撤去された。
しかしキャラクターとしてのリオは引き続き健在で、2007年3月にリオを主人公とした5号機『リオパラダイス』が発売された。また、同年に発売された『ドリスタ』にも登場している。